# Ruth Laredo

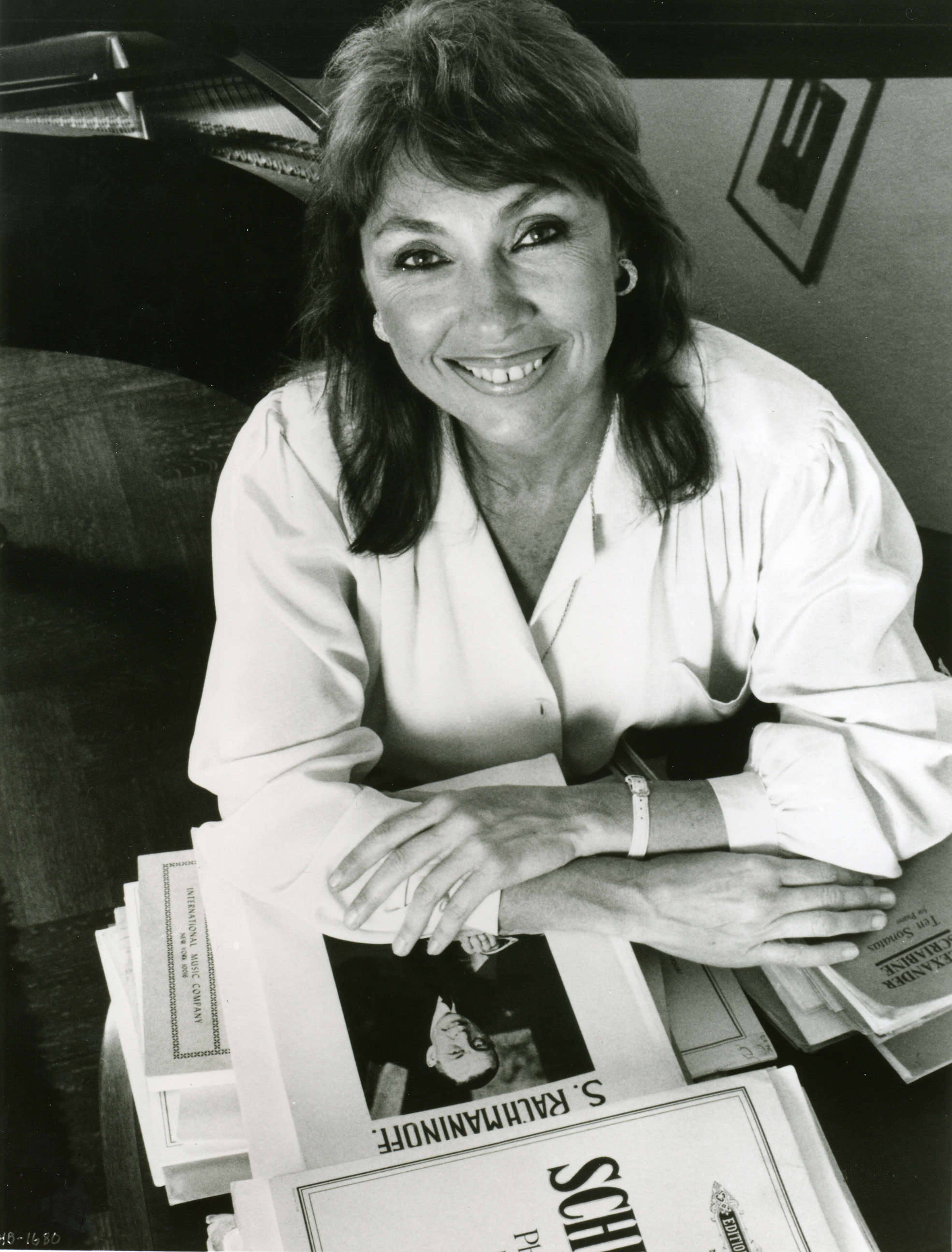
Ruth Laredo, 1990, in New York City (Foto: Privatalbum Jennifer Laredo Watkins)

Ruth Laredo geborene Meckler, (* 20. November 1937 in Detroit; † 26. Mai 2005 in New York City (New York)) war eine US-amerikanische klassische Pianistin.
Sie wurde in den 1970er Jahren vor allem für ihre Erst-Einspielungen von Skrjabins zehn Sonaten und Rachmaninows sämtlichen Solo-Klavierwerken und für ihre Ravel-Aufnahmen bekannt sowie in den letzten 16½ Jahren vor ihrem Tod für ihre Serie im New Yorker Metropolitan Museum of Art „Concerts with Commentary“. Sie wurde oft „Amerikas First Lady des Klaviers“ genannt.

## Biographie
Ruth Laredo wurde am 20. November 1937 als Ruth Meckler als ältere von zwei Töchtern von Miriam Meckler-Horowitz, einer Klavierlehrerin, und Ben Meckler, einem Englischlehrer, in Detroit, Michigan, geboren. Schon im Alter von zwei Jahren konnte sie, ohne unterrichtet worden zu sein, God Bless America auf dem Klavier ihrer Mutter spielen.:51
Als sie acht Jahre alt war, nahm sie ihre Mutter zu einem Konzert von Vladimir Horowitz ins Masonic Auditorium in Detroit mit. Das Konzert weckte in ihr den Wunsch, selbst Konzertpianistin zu werden.:51 Horowitz spielte Skrjabin, und Laredo war von dieser Musik so gefesselt, dass sie zeit ihres Lebens eine Vorliebe für Skrjabin und andere russische Komponisten, später auch für seinen Zeitgenossen Rachmaninow hatte.

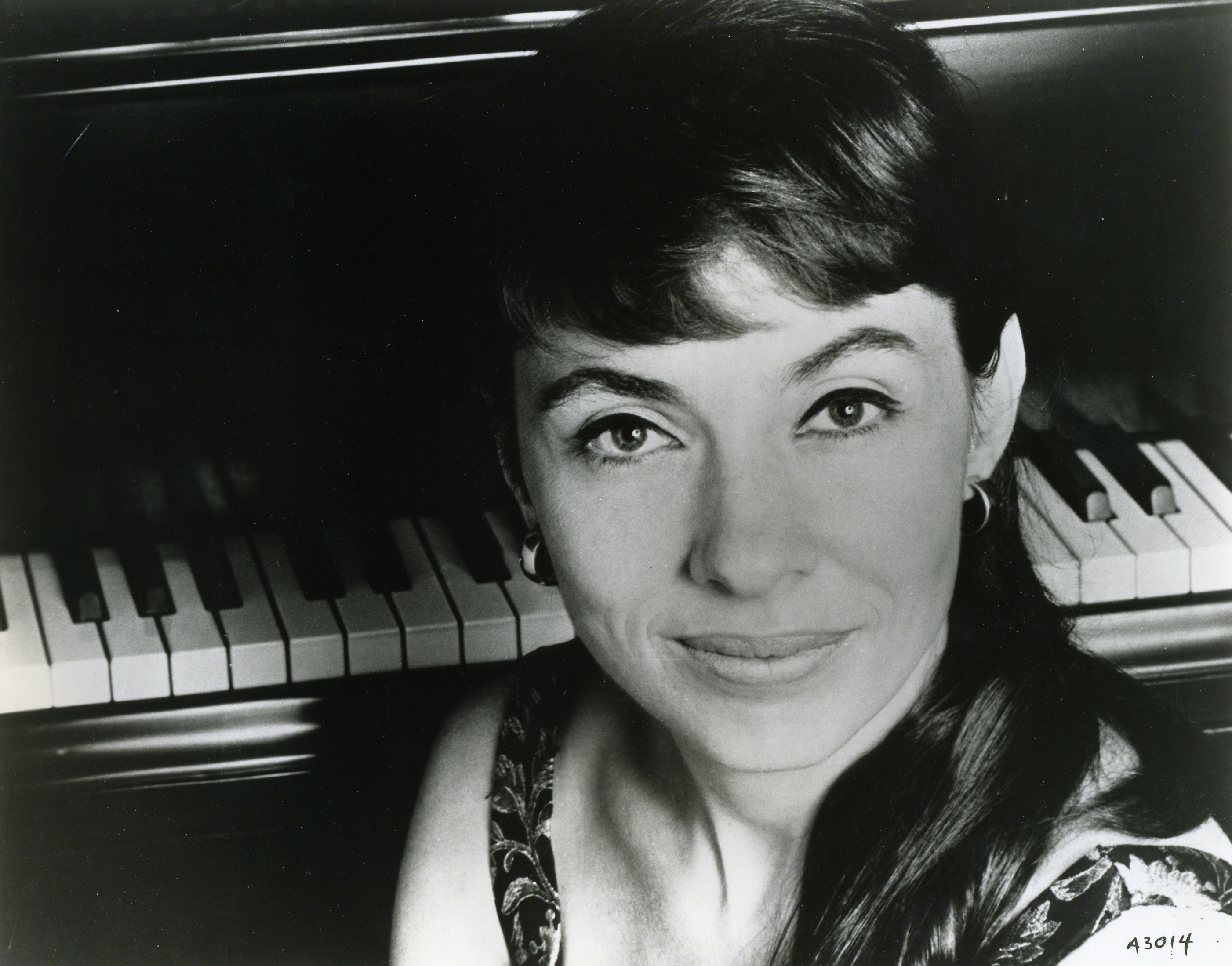
Ruth Laredo, 1970, in New York City (Foto: Privatalbum Jennifer Laredo Watkins)

1960 heiratete sie den aus Bolivien stammenden, dreieinhalb Jahre jüngeren Violinisten Jaime Laredo, den sie im Curtis Institute of Music in Philadelphia kennengelernt hatte, zog nach New York City um und führte gemeinsam mit ihm bis zur Scheidung 1974 (in manchen Publikationen irrtümlicherweise mit 1976 angegeben) Konzerte auf. Der Ehe entstammt eine 1969 geborene Tochter, Jennifer, die mit Paul Watkins, Chefdirigent und Musikdirektor des English Chamber Orchestra, verheiratet ist und in London lebt.
Während der Schwangerschaft und nach der Geburt ihrer Tochter musste sie auf die Tourneen mit ihrem Ehemann verzichten. Stattdessen wollte sie nun die Zeit für Aufnahmen mit Musik ihres bevorzugten Komponisten Skrjabin nutzen. Sie schlug mehreren Plattenfirmen vor, Skrjabins sämtliche 10 Sonaten aufzunehmen, vorerst ohne Erfolg, ehe Alan Silver von Connoisseur Society bereit war, das Wagnis einzugehen, vorerst aber nur für eine LP (Sonaten Nr. 5, Nr. 7 „White Mass“, Nr. 9 „Black Mass“, dazu die acht Etüden Op. 42). Nach dem großen Erfolg dieser ersten Einspielung gab Connoisseur ihr die Gelegenheit, die restlichen sieben Sonaten einzuspielen, womit zum ersten Mal alle Skrjabin-Sonaten als Aufnahmen verfügbar wurden. Laredo wurde so nun einem breiteren amerikanischen Publikum als Solistin bekannt.
Rückblickend erklärt Laredo dies in ihrem Buch The Ruth Laredo Becoming a Musician Book:60 als die alternative Möglichkeit, eine Solokarriere zu beginnen: eine Nische zu finden, etwas, das niemand zuvor getan hatte. Der übliche Weg führe über den Gewinn bei Wettbewerben. Auch dies hatte sie versucht, allerdings – abgesehen von den Young Concert Artists International Auditions – ohne jeglichen Erfolg bei größeren Wettbewerben.
Als ihre Tochter größer war, wollte Laredo die Tourneen mit ihrem Ehemann wieder aufnehmen, wurde jetzt aber mit seinem Wunsch nach der Scheidung konfrontiert. Diese wurde 1974 ausgesprochen und stürzte Laredo in eine schwere persönliche Lebenskrise. Sie nahm eine Unterrichtsstelle an der Yale University an und akzeptierte die Einladung von Thomas Z. Shepard von CBS Masterworks, der von ihren Skrjabin-Aufnahmen beeindruckt war, alle Klaviersolowerke von Rachmaninow aufzunehmen.:60 Das habe ihr das Leben gerettet, sagte Laredo.:474 Die Aufnahmen, die von 1974 bis 1979 stattfanden und deren letzte 1981 veröffentlicht wurde, trugen wesentlich dazu bei, dass sie nun ihr Ziel einer glanzvollen Solokarriere erreichte.
Sie bewogen den Musikverlag C. F. Peters, Ruth Laredo mit einer neuen Urtext-Herausgabe der 24 Präludien Rachmaninows zu beauftragen; sie erschienen 1981 (Op. 3, Nr. 2), 1985 (Op. 23) und 1991 (Op. 32). Anhand von Originalmanuskripten, die sie in der Library of Congress und im Rachmaninow-Archiv in Washington, D.C., sowie später auch bei ihrer Russland-Reise 1989 im Glinka-Museum fand, sah sie ihre Annahme bestätigt, dass die bisher benutzten Editionen viele Anmerkungen enthielten, die offensichtlich nicht von Rachmaninow stammten. Sie säuberte die Manuskripte davon.:278/279
Laredo schrieb außerdem Beiträge für die Magazine Piano Today und Keyboard Classics und war Gastgeberin in Programmen des National Public Radio (NPR, Performance Today und Morning Edition) und der New Yorker Klassik-Radiostation WQXR (First Hearing und Onstage with Young Concert Artists).

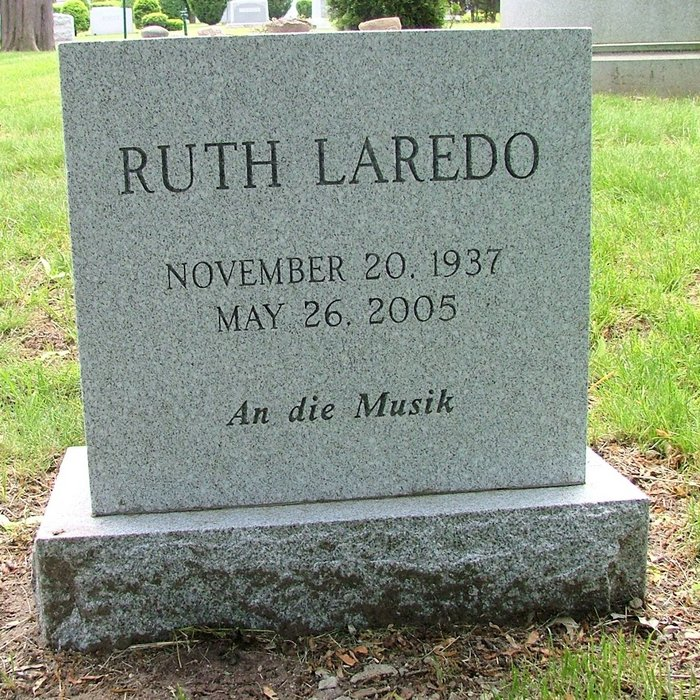
Ruth Laredos Grabstein auf dem Kensico-Friedhof, Valhalla, Westchester County (New York), nur ein paar Meter vom Grab Sergei Rachmaninows entfernt. Die Inschrift „An die Musik“ ist eine Hommage an Laredos Lieblingslied von Schubert. (Foto: Sheryl Shakinovsky)

2000 erschien Laredo in einer Szene in Woody Allens Film Small Time Crooks (dt. Titel: Schmalspurganoven). Hugh Grant versucht darin, Tracey Ullman zu beeindrucken, indem er sie zu einem Klavierrezital einlädt, bei dem Ruth Laredo Rachmaninow spielt.
Ruth Laredo war bekannt dafür, in auffälligen Kleidern aufzutreten (meist von der Kostümbildnerin des Lincoln Centers Catherine Heiser geschneidert), und wurde deswegen öfters von Modemagazinen abgebildet. Man konnte sie auch auf dem Fahrrad oder beim Joggen zur Musik von Phil Collins oder der Rockgruppe Genesis in Manhattans Upper West Side antreffen, wo sie lebte.
Sie bekannte sich klar zur jüdischen Tradition und diskutierte in einer ihrer Lektionen in der Serie Concerts with Commentary die Bedeutung von Felix Mendelssohns jüdischem Hintergrund. Nach ihrer Meinung konvertierte Mendelssohns Vater Abraham Mendelssohn zum Protestantismus aus praktischen Gründen, um seinem Sohn den Zugang zum Musikerberuf in Deutschland zu ermöglichen.
Am 25. Mai 2005 starb Ruth Laredo in ihrer Wohnung in New York City im Schlaf an Eierstockkrebs. Die Diagnose war bereits vier Jahre vor ihrem Tod gestellt worden, hatte sie aber nicht von ihrer künstlerischen Tätigkeit abgehalten. Sie ist auf dem Kensico-Friedhof, Valhalla, Westchester County (New York) begraben, nur wenige Meter vom Grab des für ihr Leben so bedeutenden Sergei Rachmaninow entfernt. An der Abdankungsfeier vom 31. Mai 2005 spielten zwei der Kollegen, die ihr am nächsten gestanden hatten, Wei Gang Li vom Shanghai Quartet und Courtenay Budd, mit der sie am 6. Mai 2005 zusammen mit dem St. Petersburg String Quartet das letzte „Concert with Commentary“ bestritten hatte.
Am 18. Mai 2006 organisierte ihre Tochter Jennifer ein Gedenkkonzert im Grace Rainey Rogers Auditorium des Metropolitan Museum of Art in New York City, an dem das Guarneri String Quartet (mit Paul Watkins, Jennifers Ehemann), Courtenay Budd, Nicolas Kendall, Pei Yao Wang, Edmund Battersby, James Tocco sowie Susan Wadsworth, Direktorin der Young Concert Artists, und die Flötistin Paula Robison teilnahmen. Courtenay Budd sang dabei das Lieblingslied von Ruth Laredo, Franz Schuberts An die Musik, dessen Titel Jennifer Laredo Watkins auch für die Inschrift auf Ruth Laredos Grabstein ausgewählt hatte.
2007 wurde zu ihrem Gedenken als eine der Auszeichnungen beim Wettbewerb Young Concert Artists International Auditions, den sie 1962 gewann und dem sie später als Jurorin diente, der von Familienmitgliedern, Freunden und Verehrern der Pianistin finanzierte Ruth Laredo Memorial Prize eingeführt (bisherige Preisträger: Benjamin Moser, Deutschland, Pianist, Bella Hristova, Bulgarien, Violinistin, Charlie Albright, USA, Pianist, und George Li, USA, Pianist).

## Ausbildung

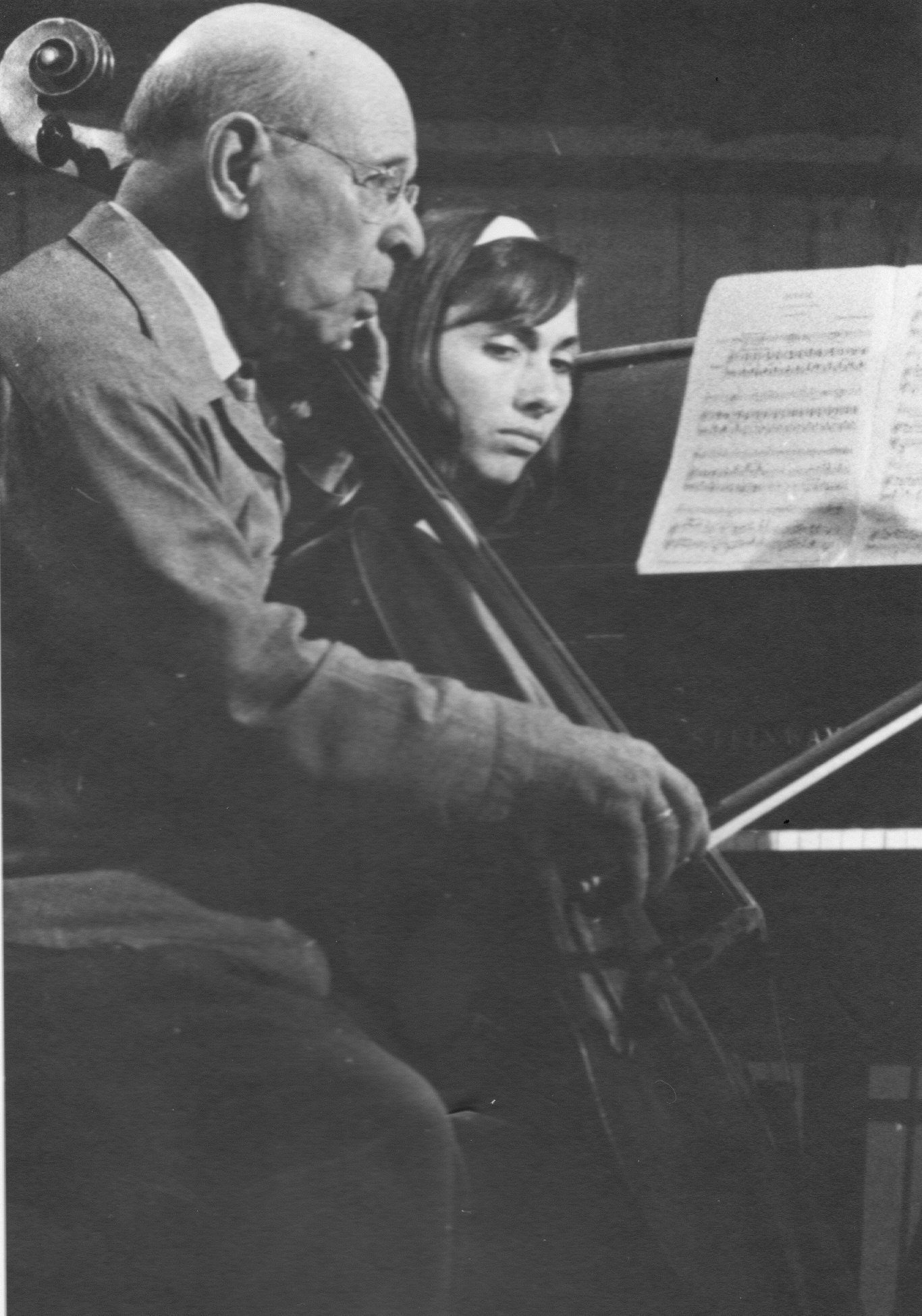
Ruth Laredo, 1963, in Marlboro, Vermont, beim Studium zusammen mit Pablo Casals (Foto: Privatalbum Jennifer Laredo Watkins)

Ruth Laredos Mutter Miriam Meckler war Klavierlehrerin (vor allem für Kinder) und unterrichtete Ruth zuerst. Als sie ihrer Tochter kaum mehr etwas beibringen konnte, schickte sie sie zu Edward Bredshall in den Unterricht. Bredshall hatte in Paris bei Nadia Boulanger studiert und war bekannt für seine originellen Unterrichtsmethoden. Laredo studierte vier Jahre bei Bredshall und lernte dabei weitere russische Komponisten kennen und schätzen: Prokofjew, Strawinsky und Kabalewski.:469
Anschließend nahm sie aufgrund ihrer Vorliebe für russische Musik Klavierunterricht bei Mischa Kottler, einem russischen Emigranten, der auch Lehrer der Pianistin und Sängerin Muriel Elizabeth Charbonneau und später des Saxophonisten und Komponisten Rick Margitza und des Jazzpianisten Ray Cooke war.
1951–1955 besuchte sie die Mumford High School in Detroit. In den Sommerferien ging sie jeweils zu den Sommercamps von Indian Hill in Stockbridge (Massachusetts). Nach ihrem Abschluss 1955 begann sie ihr Studium bei Rudolf Serkin am Curtis Institute of Music in Philadelphia. Serkin war ihr vom Violinisten Berl Senofsky und vom Pianisten Seymour Lipkin vorgestellt worden, die sie während der Sommercamps kennengelernt hatte. Serkin soll zu ihr beim Vorspielen in Marlboro (Vermont) gesagt haben: „Ich sehe, du spielst wie eine Tigerin!“ Er nahm sie als eine von lediglich vier Studenten auf.:471
Rudolf Serkin (1903–1991), Schüler von Arnold Schönberg und selbst ein Künstler von Weltruf, war bekannt für seine komplette Hingabe an die Musik und seine absolute Werktreue. Ihm waren Laredos Vorlieben für russische Musik ein Dorn im Auge, er war mehr in der zentraleuropäischen Kultur von Mozart, Beethoven, Schubert und Brahms zuhause. Trotzdem wurde Laredo dann aber für ihre Skrjabin- und Rachmaninow-Aufnahmen und -Konzerte bekannt.
In den Sommersemesterferien ging sie jeweils zum Marlboro Music Festival (voller Name: Marlboro Music School and Festival) in der Nähe von Brattleboro (Vermont), das 1950 von Rudolf Serkin und Adolf Busch gegründet worden war (damals School of Music genannt). Sie führte dort ihre Studien mit Serkin weiter und studierte Kammermusik beim Cellisten Pablo Casals. Kollegen des Sommerfestivals waren u. a. Murray Perahia, Richard Goode (heute zusammen mit Mitsuko Uchida künstlerischer Leiter des Festivals), Emanuel Ax und Yo-Yo Ma. Das Schlusskonzert jedes Sommerfestivals war traditionell Beethovens Chor-Fantasie, Op. 80 mit Rudolf Serkin als Solisten und der ganzen Marlboro-Gemeinschaft im Chor.
Ruth Laredo schloss ihre Studien 1960 mit einem Diplom des Curtis Institute of Music und einem Bachelor of Music der University of Pennsylvania ab.:471 Ihr Abschluss fiel mit einem Fest zum 50. Geburtstag des amerikanischen Komponisten Samuel Barber zusammen, und als Abschlusskonzert hatte sie zufälligerweise seine Sonate in es-Moll, Op. 26 gewählt; Laredo wurde so unvorhergesehen Teil des Festes. Der Komponist saß unter den Zuhörern, beglückwünschte sie nach dem Konzert wärmstens und schrieb ihr in ihre Noten: „Brava, bravissima.“:278

## Lehrtätigkeit
Am Curtis Institute of Music und am Sommermusikfestival der Meadowmount-Musikschule in Elizabethtown (New York) wurde Ruth Laredo vom Violinlehrer Ivan Galamian und vom Cellisten Leonard Rose ausgewählt, für deren Studenten (unter ihnen Arnold Steinhardt, Michael Tree, Pinchas Zukerman und Itzhak Perlman) die Orchesterparts zu spielen.
Ruth Laredo war Mitglied der Fakultäten der Yale University, New Haven, des Curtis Institute of Music, Philadelphia, und der Manhattan School of Music, New York City. Sie gab an diesen Instituten sowie u. a. an der Eastman School of Music (University of Rochester), an der Indiana University, Bloomington, am New England Conservatory of Music, Boston, an der Music Academy of the West, Santa Barbara, und an der Princeton University Meisterklassen. Sie hatte während einiger Zeit den Wiley Housewright Eminent Scholar Chair an der Florida State University, Tallahassee, inne.:72 Unter ihren Schülern waren der US-amerikanische Komponist und Pianist Curt Cacioppo, Michael Kimmelman, Chefkritiker der New York Times, der tschechische Pianist Adam Skoumal sowie der Schweizer Pianist Oliver Schnyder.
Ruth Laredo diente verschiedenen Wettbewerben als Jurorin, darunter den Young Concert Artists International Auditions, der Naumburg Foundation Competition, der Seventeen Magazine Competition, der New York Competition, alle New York City, und der William Kapell International Piano Competition, Maryland. Noch 2004 war sie Jurymitglied beim Klavierwettbewerb International Piano-e-Competition in Minneapolis-St. Paul (Minnesota). „Wir hatten keine Ahnung, dass sie so krank war“, sagte der Direktor des Wettbewerbs, der Pianist Alexander Braginsky, zur Minneapolis Star Tribune. „Sie war so energiegeladen und diskutierte so lebhaft.“

## Konzerte
Ruth Laredo hatte schon als kleines Mädchen erste Auftritte im Music Club of Metropolitan Detroit. Mit elf gab sie sowohl ihr erstes Rezital im Detroit Institute of Arts (u. a. mit dem ersten Satz von Beethovens 2. Klavierkonzert, bei dem ihr Lehrer Edward Bredshall den Orchesterpart spielte) als auch, unter Karl Krueger, ihr erstes Konzert mit dem Detroit Symphony Orchestra, mit dem sie den zweiten und dritten Satz des Konzerts spielte.

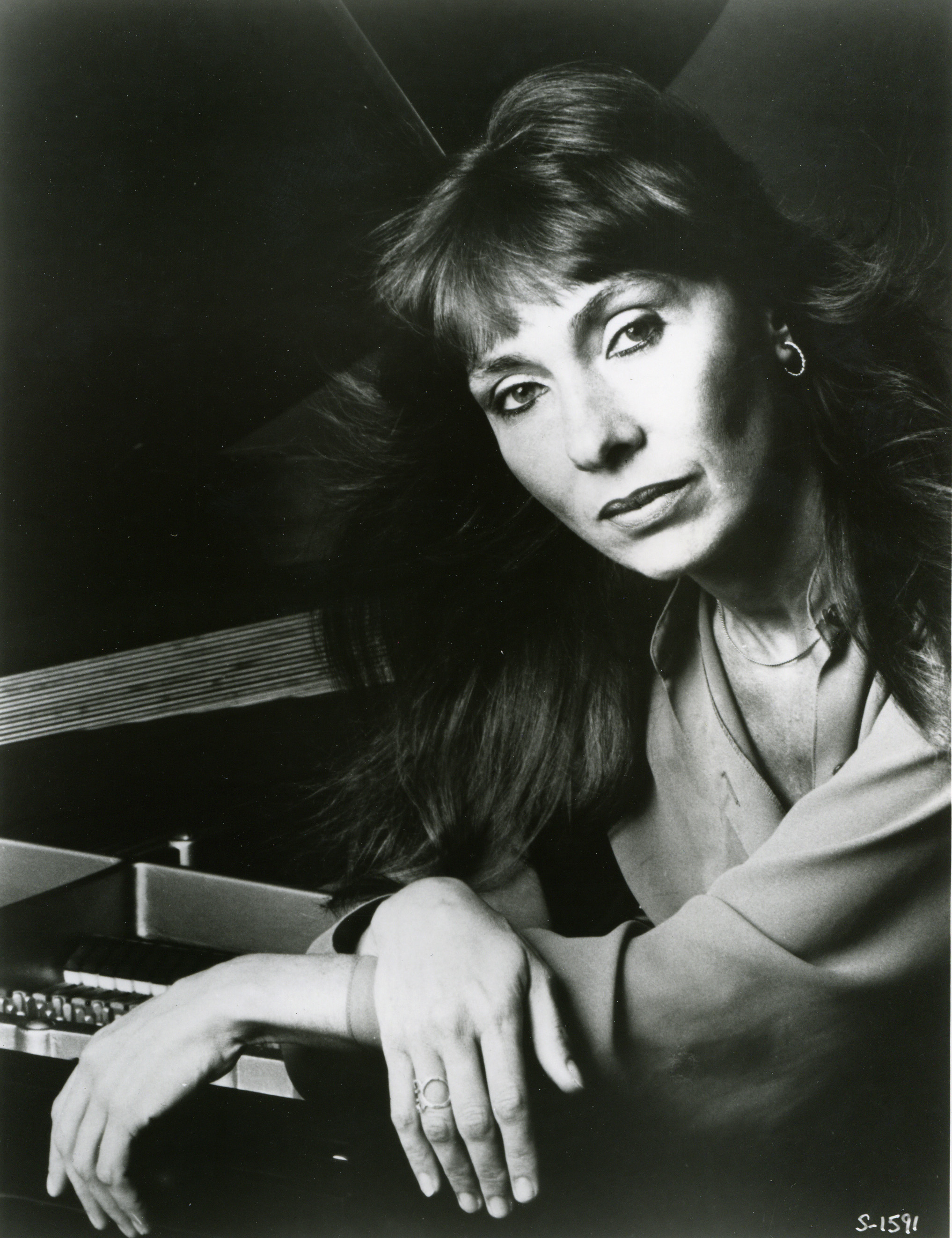
Ruth Laredo, 1995 an einem ihrer „Concerts with Commentary“, einer Serie des Metropolitan Museum of Art in New York City. Laredo hatte die Serie selbst geschaffen; sie dauerte von 1988 mit mindestens drei Konzerten pro Jahr bis 2005 kurz vor ihrem Tod (Foto: Privatalbum Jennifer Laredo Watkins)

In den Anfangsjahren ihrer Karriere war Laredo hauptsächlich als Begleiterin ihres Ehemanns Jaime Laredo tätig. Sie wollte immer aber auch eine Solokarriere machen und gab 1962 in der Carnegie Hall ihr Debüt mit Orchester mit dem American Symphony Orchestra unter der Leitung von Leopold Stokowski; allerdings nahm vorerst kaum jemand Notiz von ihr.:113
Sie war ein Gründungsmitglied der Music from Marlboro Concerts und machte 1965 deren erste Tournee mit einem Besuch in Israel mit. Dort spielte sie Johann Sebastian Bachs Konzert für drei Klaviere in D-moll mit Rudolf und Peter Serkin. Sie trat am ersten Music from Marlboro Concert, „Isaac Stern and Friends“, in der Carnegie Hall in New York City auf.
Ihre eigentliche Solokarriere begann 1974, als sie in der Avery Fisher Hall des Lincoln Center in New York City mit den New Yorker Philharmonikern unter der Leitung von Pierre Boulez ihr Debüt mit dem Klavierkonzert von Maurice Ravel gab und begeisterte Kritiken erntete. 1976 präsentierte Young Concert Artists ihr Solo-Rezital-Debüt in der Alice Tully Hall des Lincoln Center mit Werken von Beethoven, Skrjabin, Rachmaninow und Ravel, dessen „La Valse“ zu ihrem Erkennungsstück werden sollte. Als Zugabe spielte sie Gershwins Second Piano Prelude. 1981 folgte das Solo-Rezital-Debüt in der Carnegie Hall mit einem „Homage to Rachmaninoff“ betitelten Programm, das auch Werke von Chopin, Beethoven und Skrjabin umfasste.
1988 nahm Laredo am Festkonzert aus Anlass des 135. Jahrestags des ersten Steinway-Flügels und des 500 000. von Steinway gebauten Flügels in der Carnegie Hall teil. Das von Van Cliburn moderierte Konzert vereinigte 27 hochkarätige Pianisten, darunter Alfred Brendel, Shura Cherkassky, Murray Perahia, Rudolf Serkin und Alexis Weissenberg. Laredo spielte Rachmaninoffs Prélude Op. 32, Nr. 5 und Coquette aus Robert Schumanns Carnaval, Op. 9.
Laredo spielte außer in New York City und Detroit u. a. auch in Washington, D.C. (Kennedy Center, Library of Congress, 1966 im Weißen Haus zusammen mit ihrem damaligen Ehemann Jaime Laredo für Präsident Lyndon B. Johnson), in Boston, Buffalo, Chicago, Cleveland, Houston, Indianapolis, Maryland, Nashville, Philadelphia, San Francisco, Santa Barbara und Toronto, an zahlreichen Festivals, darunter dem Amadeus Festival/Midsummer Nights Festival in New Jersey, dem Aspen Music Festival in Aspen (Colorado), dem Bridgehampton Chamber Music Festival in Bridgehampton (New York), dem Caramoor International Music Festival in Katonah (New York), dem Eastern Music Festival in Greensboro (North Carolina), dem Maverick Concerts Festival in Hurley (New York), dem Spoleto Festival USA in Charleston (South Carolina), dem Great Lakes Chamber Music Festival in Detroit, dem Music Mountain Summer Chamber Music Festival in Falls Village (Connecticut) und dem Casals Festival in San Juan (Puerto Rico). Sie unternahm Tourneen in der Saison 1976/1977 nach Europa (Niederlande, Deutschland) und Japan, 1979 nach Japan und Hongkong.:112 Hervorzuheben ist besonders ihre Tournee 1989 nach Russland (damals RSFSR, Moskau, St. Petersburg [damals Leningrad]) und in die Ukraine (damals USSR, Odessa). Eine Amerikanerin, die nach Russland kommt, um die Musik russischer Komponisten zu spielen, dazu im selben Raum im Moskauer Konservatorium, in dem Rachmaninow spielte, wird besonders skeptisch aufgenommen. Laredo traf aber auf einen sehr warmen Empfang; ihre Konzerte waren ausverkauft. In Moskau hatte sie Gelegenheit, im Glinka-Museum Rachmaninows Manuskripte anzusehen.
Ruth Laredo spielte außer mit den New Yorker Philharmonikern, dem Detroit und dem American Symphony Orchestra u. a. mit dem Philadelphia, dem Cleveland und dem American Composers Orchestra, mit dem Baltimore, Beaumont, Boston, Greenwich, Houston, Indianapolis, Jupiter, Madison, National, New Jersey, St. Louis und Terre Haute Symphony Orchestra, dem Buffalo und dem Warsaw Philharmonic Orchestra unter Kazimierz Kord, mit dem sie 1993 in Warschau in einem United Nations Day Concert auftrat, das in ganz Europa im Fernsehen ausgestrahlt wurde. Danach begleitete sie das Orchester auf einer USA-Tournee, die mit einem Konzert in der Carnegie Hall mit Rachmaninows 1. Klavierkonzert abgeschlossen wurde.
In der Saison 1988/1989 begann sie ihre Serie „Concerts with Commentary“ (anfänglich „Speaking of Music“ genannt) im Grace Rainey Rogers Auditorium des New Yorker Metropolitan Museum of Art. Die Serie dauerte 17 Saisons bis zum letzten Konzert vom 6. Mai 2005 kurz vor ihrem Tod und war äußerst populär; sie führte sie deshalb ein paarmal auch in andern Teilen der USA auf.
Die Serie enthielt Werke von Brahms, Chopin, Dvořák, Fauré, Franck, Rachmaninow, Ravel, Clara und Robert Schumann, Skrjabin und Tschaikowski, die sie jeweils vor der Aufführung mit großem Engagement besprach. Das letzte Konzert war das dritte einer Serie mit dem Titel „The Russian Spirit“ („Der russische Geist“) mit Musik von Tschaikowski, Rachmaninow, Skrjabin und Schostakowitsch.

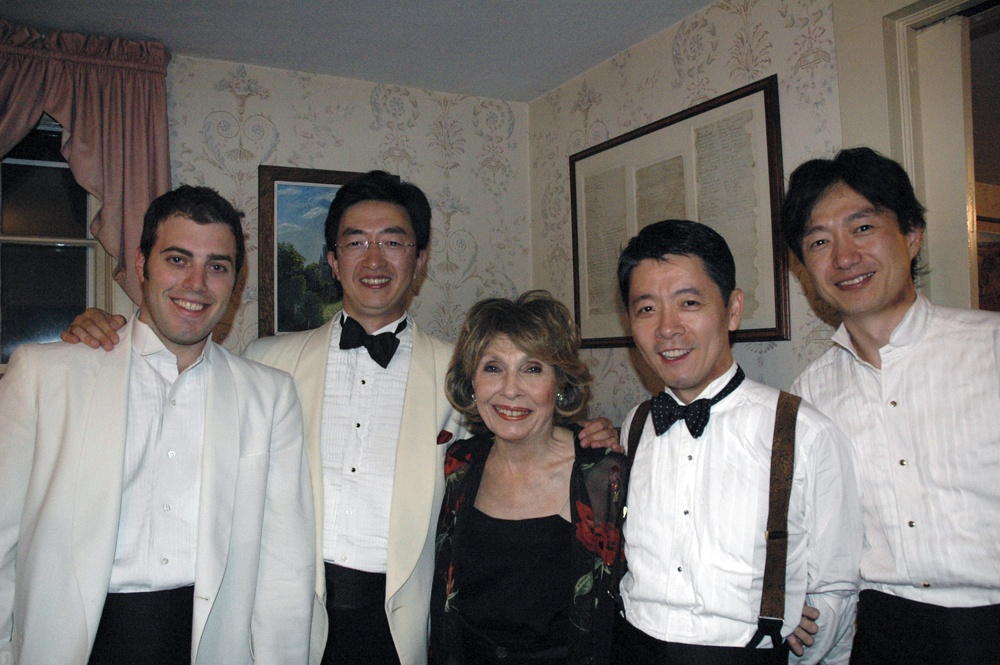
Ruth Laredo, 2004, in Nantucket, Massachusetts, mit dem von ihm als fünftes Mitglied bezeichneten Shanghai Quartet (Foto: Yi-Wen Jiang)

Am 13. September 2001 feierte Ruth Laredo trotz dem nur zwei Tage zuvor erfolgten Attentat auf das World Trade Center in New York City den 25. Jahrestag ihres Debüts in der Alice Tully Hall mit einem Rezital daselbst als Eröffnungskonzert der Lincoln-Center-Saison von 2001. Vor dem Konzert erklärte sie ihrem Publikum, warum sie das Konzert nicht abgesagt hatte: „Es ist wichtig für mich zu spielen. Großartige Musik gibt uns geistige Nahrung und Hoffnung. Aus diesem Grunde spiele ich heute.“ Das Programm war ähnlich demjenigen von 1976 und umfasste Werke von Robert Schumann, Beethoven, Skrjabin, Rachmaninow und Ravel mit dem Walzer Nr. 1, Op. 69 von Chopin als Zugabe.
Im September 2004 wurde Laredo vom russischen Kulturministerium zum Internationalen Festival des St. Petersburger Konservatoriums Rimski-Korsakow eingeladen. Bei diesem aus Anlass seines 200. Geburtsjahres dem russischen Komponisten Michail Glinka gewidmeten Festival spielte sie sowohl Kammermusik als auch Solorezitals und hielt eine Meisterklasse für russische Studenten ab.
Laredo spielte oft Kammermusik. Sie vertrat die Auffassung, dass gerade Solisten diese Erfahrung als Vorbereitung auf Konzerte mit großen Orchestern am nötigsten hätten. Es werde jeweils klar, dass sie gefehlt habe, wenn ein Pianist das Orchester als reine Begleitung betrachte.:55 Sie musizierte häufig zusammen mit dem Shanghai Quartet (regelmäßig am Music Mountain Festival), außerdem u. a. mit dem American, Budapest, Emerson, Manhattan, Muir, St. Lawrence, St. Petersburg, Veronika und Vermeer Quartet, dem Chappaqua, Manhattan Chamber, Orpheus Chamber und Saint Paul Chamber Orchestra, der Philharmonia Virtuosi, den Sea Cliff Chamber Players und dem Orchestra of St. Luke’s. Mit dem Guarneri Quartet und dem Tokyo String Quartet trat sie in der Lincoln-Center-Serie Great Performers auf. Dem Tokyo String Quartet half sie mehrmals aus, wenn ein Mitglied des Quartetts ausfiel, womit es vorübergehend jeweils zu einem Klavierquartett wurde. Nach ihrem ersten gemeinsamen Auftritt 1980 in der Alice Tully Hall machte sie in jeder Saison zusammen mit der Flötistin Paula Robison Tourneen als „Paula and Ruth“-Duo.
Ruth Laredo spielte auch zeitgenössische Musik, vor allem zu Beginn ihrer Karriere in Marlboro. Dies zum Missfallen Pablo Casals, der keine Musik nach der Ära von Brahms mochte und jeweils zu Hause geblieben sei, wenn sie zusammen mit Leon Kirchner eines seiner Werke aufführte.:277 In der Saison 1983/1984 spielte sie die Uraufführung von Peter Martins’ Waltzes mit dem New York City Ballet.:275 1989 spielte sie in der Carnegie Hall Wallingford Rieggers Zwölfton-Variations for Piano and Orchestra mit dem American Composers Orchestra unter Paul Lustig Dunkel. Ihr Repertoire umfasste auch Werke von Franz Liszt, Arnold Schönberg, Béla Bartók, Anton Webern und Alban Berg.
1994 spielte Laredo mit der Jazzpianistin Marian McPartland und ab 1996 mit ihr und dem Jazzpianisten Dick Hyman unter dem Titel Three Piano Crossover zusammen.
In den letzten Jahren ihres Lebens hatte sie weniger Auftritte als Solistin mit großen Orchestern und begnügte sich mit Rezitalen und Kammermusik.
Laredo kritisierte den steigenden Trend in den USA, Livekonzerte für Radiosendungen mitzuschneiden. Sie bevorzugte die in Europa gängige Methode, die Konzerte vorab gesondert in Radiostudios aufzunehmen.

## Aufnahmen
1967 entstand eine vielbeachtete Aufnahme Ruth Laredos von Klavierwerken des französischen Komponisten Maurice Ravel, auch er bekannt für Werke mit sehr hohen pianistischen Anforderungen.
1970 machte Laredo in der St. Paul’s Chapel (Columbia University), New York City, auf einem Flügel SD-10 von Baldwin ihre berühmt gewordenen Ersteinspielungen von Skrjabins zehn Sonaten auf drei LPs für Connoisseur Society (1984 von Nonesuch Records in einer Dreier-LP-Box und 1996 auf einer Doppel-CD neu herausgegeben, inzwischen gibt es zahlreiche weitere Gesamtaufnahmen der Sonaten). Die LPs erschienen zu einer Zeit, als sehr wenig von Skrjabins Musik als Aufnahmen verfügbar war, und sie wurden der Anlass zu seiner steigenden Beliebtheit in den USA. „Ich war eine Art Vorreiter für seine Musik“, sagte Laredo.:112
1974 bis 1981 folgten Rachmaninows sämtliche Solo-Klavierwerke auf sieben LPs für CBS Masterworks (1993 von Sony Classical auf fünf CDs neu herausgegeben), was zuvor kein Pianist gewagt hatte (gleichzeitig nahm auch der deutsch-amerikanische Pianist Michael Ponti die Skrjabin- und Rachmaninow-Werke auf). Zu dieser Zeit war sie als Pianistin eine Ausnahmeerscheinung, vor allem als Interpretin der technisch anspruchsvollen und anstrengenden Werke Rachmaninows. Außer ihr gab es damals nur wenige bekannte Pianistinnen, z. B. Gina Bachauer, Myra Hess und etwas später Alicia de Larrocha. Die New York Daily News gab ihr nun den Namen „Amerikas First Lady des Klaviers“, eine Bezeichnung, die fortan auch von vielen anderen benutzt wurde. Laredo wehrte sich anfangs allerdings gegen diese Einschränkung aufgrund ihres Geschlechts. Sie wollte einfach als Pianist wahrgenommen werden. Später hat sie sich damit abgefunden und die Bezeichnung selbst benutzt, sie auch in ihr Buch und auf ihre Website aufgenommen.
Die Vorbereitung der Aufnahmen von Rachmaninows Solo-Klavierwerken erwies sich als höchst anstrengend. Laredo sagte, sie verstehe nun, warum einige dieser Stücke niemand spiele: weil sie einfach zu schwierig seien. In der Tat hatte der 1,93 m große Rachmaninow, der entsprechend große Hände hatte, viele Werke vor allem für sich selbst komponiert, und man staunte, wie es die zierliche, kaum über 1,50 m große Laredo fertigbrachte, die Stücke mit manchmal über 11 Tasten reichenden Griffen überhaupt zu spielen. Sie musste nach dem Üben von „Rockys“ Musik, wie sie Rachmaninow nannte, jeweils Handmassagen machen lassen.
Ruth Laredo nahm daneben über 20 Alben mit Werken anderer Komponisten auf, darunter Isaac Albéniz, Bach, Beethoven, Lili Boulanger, Brahms, Chatschaturjan, Chopin, de Falla, Debussy, Fauré, Mozart, Poulenc, Ravel, Clara und Robert Schumann, Tschaikowski, sowie der amerikanischen Komponisten Barber, Aaron Copland, Ives, Laderman, Kirchner, Rorem und Siegmeister. Besondere Beachtung fand die Aufnahme 1996 von Igor Strawinskys Le sacre du printemps für zwei Klaviere zusammen mit James Tocco für Gasparo Records.
Ihre letzten Einspielungen machte sie im Jahr 1999 mit dem Shanghai Quartet, von dem sie „das fünfte Mitglied des Shanghai Quartet“ genannt wurde, für Arabesque Records (Klavierquartette von Brahms) und anlässlich des Great Lakes Chamber Music Festival mit dem Violinisten Philip Setzer für Newport Classic („Day Music“ von Ned Rorem; die CD enthält auch „War Scenes“ und „End of Summer“ von Ned Rorem, gespielt von anderen Künstlern, darunter dem Komponisten am Klavier). Beide CDs wurden 2000 herausgegeben.

## Auszeichnungen
- Gewinnerin des Gabrilowitsch-Stipendiums (1948/49)
- Gewinnerin der Young Concert Artists International Auditions (1962)
- Year's Best Recording Award von Stereo Review und Saturday Review (Ravel: Gaspard de la Nuit, Valses Nobles et Sentimentales, La Valse; 1968)
- Year's Best Recording Award von Saturday Review und High Fidelity (Skrjabin: Klaviersonaten, Vol. 1; 1970)
- Best of the Month von Stereo Review (Skrjabin: Klaviersonaten, Vol. 1; 1970)
- Musician of the Month von High Fidelity/Musical America (1974)
- Nomination für den Grammy Award 1976 (Ravel: Trio für Violine, Cello und Klavier, mit Jaime Laredo und Jeffrey Solow)
- Best of the Month von Stereo Review (Rachmaninow, Klaviersolowerke, Vol. 5; 1979)
- Best Keyboard Artist Award des Record World Magazine (Rachmaninow, Klaviersolowerke, Vol. 5; 1979)
- Nomination für den Grammy Award 1981 (Rachmaninow, Klaviersolowerke, Vol. 7)
- ausgewählt als eine von fünf Pianisten für das 90-Jahr-Jubiläum der Carnegie Hall (1981)
- Nomination für den Grammy Award 1983 (Barber: Sonate für Klavier, Op. 26; Souvenirs, Op. 28; Nocturne, Op. 33)
- Ehrenmitglied der Sigma Alpha Iota International Music Fraternity (1983)
- Distinguished Service to Music in America Award der Music Teachers National Association (1989)
- Music in Humanity Award beim Musikfestival in Mount Gretna, Pennsylvania (1994)
- Best of the Year des Audiophile Audition Magazine (2. Neuausgabe der Skrjabin-Sonaten; 1997)

## Diskographie
- Mozart/Bach. Music from Marlboro; Mozart: Concerto in E-flat for two Pianos (Rudolf Serkin, Peter Serkin); Bach: Concerto in C major for three Pianos (Mieczysław Horszowski, Peter Serkin, Rudolf Serkin); Concerto in D minor for three Pianos (Rudolf Serkin, Mieczyslaw Horszowski, Ruth Laredo); Marlboro Festival Orchestra (Alexander Schneider). LP, CBS Masterworks ML 6247, 1964
- Bach. Brandenburg Concerto No. 1, BWV 1046, Members of the Marlboro Festival and Myron Bloom, Robert Johnson (horns), John Mack, Ronald Richards, Peter Christ (oboes), Donald MacCourt (bassoon), Alexander Schneider (violin); Brandenburg Concerto No. 2, BWV 1047, Members of the Marlboro Festival and Robert Nagel (trumpet), Ornulf Gulbransen (flute), John Mack (oboe), Alexander Schneider (violin); Brandenburg Concerto No. 3, BWV 1048; Orchestral Suite No. 1, BWV 1066, Members of the Marlboro Festival and John Mack, Joseph Turner (oboes), Joyce Kelley (bassoon), Ruth Laredo (piano); Marlboro Festival Orchestra: Pablo Casals. CD, Sony Classical SMK 46253, 1990, recorded 1964 (Brandenburg Concertos 1 and 3), 1965 (Brandenburg Concerto 2) and 1966 (Orchestral Suite)
- Bach. Brandenburg Concerto No. 4, BWV 1049, Members of the Marlboro Festival and Alexander Schneider (violin), Ornulf Gulbransen, Nancy Dalley (flutes), Rudolf Serkin (piano); Brandenburg Concerto No. 5, BWV 1050, Members of the Marlboro Festival and Ornulf Gulbransen (flute), Alexander Schneider (violin), Rudolf Serkin (piano); Brandenburg Concerto No. 6, BWV 1051, Members of the Marlboro Festival and Peter Serkin (continuo); Suite No. 4 for Orchestra, BWV 1069, Members of the Marlboro Festival and Henry Nowak, Wilmer Wise, Louis Opalesky (trumpets), John Mack, Joseph Turner, Patricia Grignet (oboes), Joyce Kelley (bassoon), John Wyre (timpani), Ruth Laredo (piano); Marlboro Festival Orchestra: Pablo Casals. CD, Sony Classical SMK 46254, 1990; aufgenommen 1964 (Brandenburgische Konzerte) und 1966 (Orchestersuite).
- Bach. Goldberg Variations, BWV 1087, Members of the Marlboro Festival and Rudolf Serkin (piano); Orchestral Suite No. 2, BWV 1067, Members of the Marlboro Festival and Ornulf Gulbransen (flute), Ruth Laredo (continuo); Orchestral Suite No. 3, BWV 1068, Members of the Marlboro Festival and Henry Nowak, Wilmer Wise, Louis Opalesky (trumpets), John Mack, Patricia Grignet (oboes), John Wyre (timpani), Ruth Laredo (continuo); Marlboro Festival Orchestra: Pablo Casals. CD, Sony Classical SMK 45892, 1990; aufgenommen 1976 (Goldberg-Variationen) und 1966 (Orchestersuiten)
- Ravel. Gaspard de la Nuit, Valses Nobles et Sentimentales, La Valse. LP, Connoisseur Society CS-2005, 1968
- Skrjabin. The Complete Piano Sonatas; Sonata No. 1, Op. 6; Etude, Op. 2, No. 1; Sonata No. 2, Op. 19; Eight Etudes, Op. 42; Sonata No. 3, Op. 23; Sonata No. 4, Op. 30; Sonata No. 5, Op. 53; Sonata No. 6, Op. 62; Désir, Op. 57, No. 1; Caresse dansée, Op. 57, No. 2; Sonata No. 7, Op. 64; Sonata No. 8, Op. 66; Sonata No. 9, Op. 68; Sonata No. 10, Op. 70; Vers la Flamme, Op. 72. 2 CDs, Nonesuch 5973035-2, 1996 (Neuausgabe der 3 LPs Connoisseur Society CS-2032/CS-2034/CS-2035, 1970/Nonesuch 73035, 1984)
- Robert Schumann. Music for piano and violin; Ruth Laredo (piano), Jaime Laredo (violin); Sonata No. 1, Op. 105; Sonata No. 2, Op. 121; Intermezzo from F.A.E. Sonata. LP, Desto DC 6442, 1979; aufgenommen 1970
- Laderman/Siegmeister. Ezra Laderman: Duo for Violin and Piano; Elie Siegmeister: Sonata No. 2; Jaime Laredo (violin), Ruth Laredo (piano). LP, Desto DC 7125, 1971
- Skrjabin. 24 Preludes, Op. 11; 5 Preludes, Op. 74; Poem, Op. 32, No. 1. CD, Phoenix USA PHCD 114, 1990 (Neuausgabe der LP Desto DC 7145, 1972)

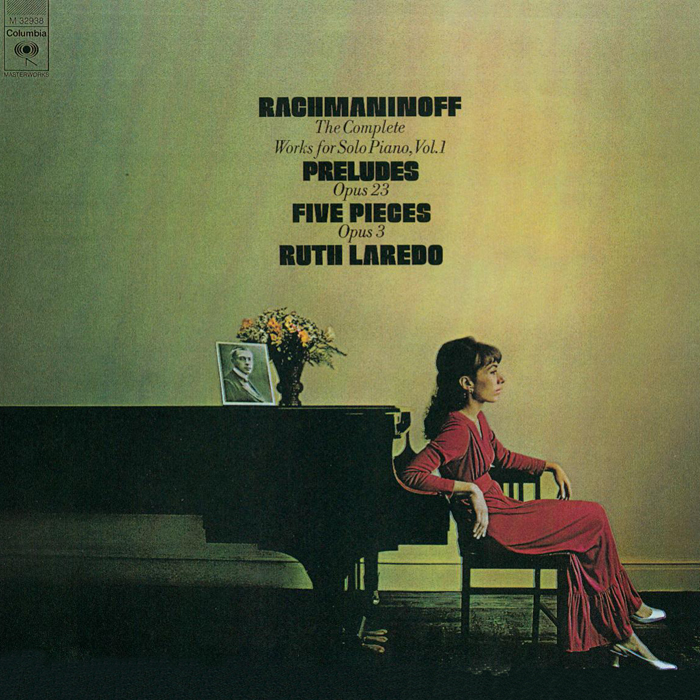
Die erste der sieben LPs der Klaviersolowerke von Rachmaninow, 1974 (Foto: Sony Music Entertainment)

- Rorem/Kirchner. Ned Rorem: Day Music, Leon Kirchner: Sonata concertante; Jaime Loredo (violin), Ruth Laredo (piano). LP, Desto DC 7151, 1973
- Rorem. Day Music: Jaime Laredo (violin), Ruth Laredo (piano); Night Music: Earl Carlyss (violin), Ann Schein (piano). CD, Phoenix USA PHCD123, 1991 (Day Music ursprünglich erschienen auf der LP Desto DC 7151, 1973; Night Music auf Desto DC 7174, 1974)
- Skrjabin. Greatest Hits; Morton Estrin/Ruth Laredo; Ruth Laredo spielt Etüde, Op. 2, Nr. 1; Sonate Nr. 4, Op. 30; Etüden, Op. 42, Nr. 3 und Nr. 4; Vers la Flamme, Op. 72; Sonate Nr. 5, Op. 53. LP, Connoisseur Society CS-2046, 1973
- Ravel. Music from Marlboro, The Marlboro Music Festival, Rudolf Serkin (director); Trio for Violin, Cello and Piano: Jaime Laredo (violin), Ruth Laredo (piano), Jeffrey Solow (cello); Sonata for Violin and Cello: Jaime Laredo (violin), Leslie Parnas (cello). LP, CBS Masterworks M 33529, 1973
- Kirchner/Copland/Ives/Lees. Music for Violin and Piano; Leon Kirchner: Sonata Concertante (Jaime Laredo, violin; Ruth Laredo, piano); Aaron Copland: Sonata for Violin and Piano (Jaime Laredo, violin; Ann Schein, piano); Charles Ives: Sonata No. 4 for Violin and Piano (Jaime Laredo, violin; Ann Schein, piano); Benjamin Lees: Sonata No. 2 (1973, Rafael Druian, violin; Ilse von Alpenheim, piano). CD, Phoenix USA PHCD 136, 1997 (Kirchner ursprünglich erschienen auf der LP Desto DC 7151, Copland und Ives auf Desto DC 6439, 1975, Lees auf Desto DC 7174, 1974)
- Rachmaninow. The Complete Solo Piano Music, Vol. 1; Fantasy Pieces, Op. 3; Salon Pieces, Op. 10; Moments Musicaux, Op. 16. CD, Sony Classical SMK 48468, 1993 (Neuausgabe auf 5 CDs der Complete Works for Solo Piano auf 7 LPs von CBS Masterworks M 32938/M 33430/M 33998/M 34532/M 35151/M 35836/M 35881, 1974–1981)
- Rachmaninow. The Complete Solo Piano Music, Vol. 2; Piano Transcriptions; Chopin Variations. CD, Sony Classical SMK 48469, 1993 (Neuausgabe auf 5 CDs der Complete Works for Solo Piano auf 7 LPs von CBS Masterworks M 32938/M 33430/M 33998/M 34532/M 35151/M 35836/M 35881, 1974–1981)
- Rachmaninow. The Complete Solo Piano Music, Vol. 3; Sonatas No. 1, Op. 28 and No. 2, Op. 36; Corelli Variations. CD, Sony Classical SMK 48470, 1993 (Neuausgabe auf 5 CDs der Complete Works for Solo Piano auf 7 LPs von CBS Masterworks M 32938/M 33430/M 33998/M 34532/M 35151/M 35836/M 35881, 1974–1981)
- Rachmaninow. The Complete Solo Piano Music, Vol. 4; Preludes, Op. 23 and Op. 32. CD, Sony Classical SMK 48471, 1993 (Neuausgabe auf 5 CDs der Complete Works for Solo Piano auf 7 LPs von CBS Masterworks M 32938/M 33430/M 33998/M 34532/M 35151/M 35836/M 35881, 1974–1981)
- Rachmaninow. The Complete Solo Piano Music, Vol. 5; Etudes-Tableaux, Op. 33 and Op. 39; Fragments; Lilacs; Daisies; Oriental Sketch; Fantasy Pieces. CD, Sony Classical SMK 48472, 1993 (Neuausgabe auf 5 CDs der Complete Works for Solo Piano auf 7 LPs von CBS Masterworks M 32938/M 33430/M 33998/M 34532/M 35151/M 35836/M 35881, 1974–1981)
- Rachmaninow. Romantic Piano Pieces: Morceaux de fantaisie, Op. 3; Morceaux de salon, Op. 10; Moments musicaux, Op. 16, Nos. 3 and 5; Preludes, Op. 23, Nos. 1, 3, 4, 5, 6 and 10; Preludes, Op. 32, Nos. 2, 5, 10, 12 and 13; Etudes-Tableaux, Op. 33, No. 7 and Op. 39, No. 2. CD, Sony Classical, SMK 89950, 2002 (Sammlung von bereits veröffentlichtem Material, 1974–1977)
- Rachmaninow/Debussy/Skrjabin/Prokofjew. Recital; Rachmaninow: Prelude in C-sharp major, Op. 3, No. 2; Debussy: Feu d’artifice, Bruyères, La fille aux cheveux de lin, Reflets dans l’eau; Skrjabin: Etude in C-sharp minor, Op. 2, No. 1; Poem, Op. 32, No. 1; Sonata No. 9 in F, Op. 68 („Black Mass“); Prokofjew: Sonata No. 3 in A minor, Op. 28. CD, Connoisseur Society 30CD-3020, 1980
- Debussy/Scriabin/Rachmaninoff. Essential Piano Library, The Student's Essential Classics, mit Earl Wild, Santiago Rodriguez, David Bar-Illan, Jorge Bolet, Gilbert Kalish; Ruth Laredo spielt Debussy, The Girl with the Flaxen Hair (Preludes, Book I), Reflections in the Water (Images, Book I), Fireworks (Preludes, Book II); Scriabin, Etude in C-sharp minor Op. 2, No. 1; Rachmaninoff, Prelude in C-sharp minor, Op. 3, No. 2. 2 LPs Baldwin Piano Artists BDW-700/701, 1981
- Scriabin/Prokofiev/Barber. Essential Piano Library, Masters Perform Master Works. LP, Baldwin Piano Artists BDW-805, 1981
- Ravel. Miroirs, La Valse, Sonatine, Prelude in A major, Menuet sur le nom d'Haydn. CD, Sanctuary, 1998 (Neuausgabe der LP CBS Masterworks M 36734, 1982)
- Barber. Piano Sonata, Op. 26; Souvenirs, Op. 28; Nocturne, Op. 33 (Homage to John Field). CD, Sanctuary, 1998 (Neuausgabe der LP Nonesuch D 79032, 1982)
- Chopin. Mazurkas, Op. 6, Nos. 2 and 3; Op. 24, No. 2; Op. 33, No. 4; Op. 56, No. 2; Op. 63, No. 3; Waltzes, Op. 25, No. 4; Op. 34, Nos. 1 and 2; Op. 42, Op. 69, No. 1 and 2; Etude, Op. 25, No. 4; Nocturne, Op. 15, No. 1; Scherzo, Op. 20. CD, Sanctuary, 1998 (Neuausgabe der LP Nonesuch 71450, 1987; aufgenommen 1982/1985)
- Tschaikowski. The Seasons, Op. 37a; Polka de Salon, Op. 9, No. 2; Mazurka de Salon, Op. 9, No. 3; Humoresque, Op. 10, No. 2; Natha-Valse, Op. 51, No. 4. CD, Sanctuary, 1998 (Neuausgabe der LP Nonesuch Digital 79119, 1985)
- Fauré/Lili Boulanger/Ravel/Poulenc. French Masterpieces for flute and piano, Ruth Laredo (piano), Paula Robison (flute); Gabriel Fauré: Sonata in A major; Lili Boulanger: Nocturne; Maurice Ravel: Pièce en forme de Habanera; Francis Poulenc: Sonata. CD, Pergola, 2006 (Neuausgabe von CD Musical Heritage Society 2003 bzw. LP Amerco 1991/1992; aufgenommen 1985)
- Beethoven. Sonatas No. 23 (Appassionata), No. 26 (Les Adieux), No. 3 and No. 20. CD, Second Hearing GS 9007, 1986, Liveaufnahme
- Ravel. Pièces pour 2 pianos, Ruth Laredo, Jacques Rouvier; Bolero, Mother Goose Suite, Sites Auriculaires, Frontispièce, La Valse. CD, Denon 33C37-7907, 1986
- Albéniz/de Falla. Isaac Albéniz: Songs of Spain, Suite Española; Manuel de Falla: Three Dances from The Three-Cornered Hat, Suite from El amor brujo. CD, MCA Classics MCAD-6265, 1988
- Bach/Mozart/Beethoven/Chopin/Debussy/Robert Schumann/Prokofjew. My First Recital; Bach: Prelude No. 1 in C, BWV 846; Two-Part Invention No. 1 in C, BWV 772; Two-Part Invention No. 4 in d, BWV 775; Two-Part Invention No. 8 in F, BWV 779; Mozart: Fantasia in d, K. 397; Sonata in C, K. 545; Beethoven: Für Elise; Sonata No. 20 in G, Op. 49, No. 2; Chopin: Waltz in D, Op. 64, No. 1 (Minute Waltz); Waltz in A, Op. 69, No. 1; Grande Valse Brillante in E-flat major, Op. 18; Debussy: The Girl With the Flaxen Hair; Clair de Lune; Schumann: Kinderszenen (From Foreign Lands and People, A Curious Story, An Important Event, Dreaming [Träumerei]); Prokofjew: March from Peter and the Wolf. CD, ESS.A.Y CD1006, 1990
- Bach/Mozart/Beethoven/Robert Schumann/Debussy/Brahms/Chopin/Tschaikowski/Chatschaturian. My Second Recital; Bach: Jesu, Joy of Man’s Desiring; Mozart: Rondo alla Turca; Beethoven: Sonata No. 24 in F-sharp major, Op. 78, Adagio Cantabile, Allegro Vivace; Schumann: Arabesque; Debussy: Sarabande; Brahms: Waltz, Op. 39, No. 2 in E major; Waltz, Op. 39, No. 3 in G-sharp minor; Waltz, Op. 39, No. 4 in E minor; Waltz, Op. 39, No. 5 in E major; Waltz, Op. 39, No. 15 in A-flat major; Waltz in Intermezzo in E-flat major, Op. 117, No. 1; Chopin: Mazurka in F-sharp minor; Waltz in C-sharp minor; Nocturne in F-sharp minor; Tschaikowski: Humoresque; Natha-Valse; Barcarolle; Chatschaturian: Toccata. CD, ESS.A.Y CD1026, 1991
- Strawinsky/Rachmaninow. Music from the Great Lakes Chamber Music Festival, Music for Two Pianos; James Tocco and Ruth Laredo; Strawinsky: Le Sacre du Printemps; Rachmaninow: Suite No. 2 for 2 Pianos. CD, Gasparo GSCD-313, 1996; aufgenommen 1995
- Rachmaninow. Piano Concerto No. 3, Op. 30, Vladimir Feltsman (piano), Israel Philharmonic Orchestra (Zubin Mehta); Morceaux de salon Op. 10, Nos. 2, 3 and 7, Ruth Laredo (piano); Vocalise, Op. 34, No. 14, Nelly Lee (sprano), Novosibirsk Philharmonic Orchestra (Arnold Katz); Prelude, Op. 23, No. 5, Prelude, Op. 32, Nos. 5, 1, 7, 8 and 12, Ruth Laredo (piano); Symphonic Dances, Op. 45, Nos. 1, 2 and 3, Novosibirsk Philharmonic Orchestra (Arnold Katz); Etudes-Tableaux, Op. 39, Nos. 2, 5 and 6, Ruth Laredo (piano); Rhapsody on a Theme of Paganini, Op. 43, Vladimir Feltsman (piano), Israel Philharmonic Orchestra (Zubin Mehta). 2 CDs, Sony Classical SB2K 64 343, 1996
- Beethoven. 3 Sonatas; Sonata No. 23, Op. 57 (Appassionata); No. 17, Op. 31, No. 2 (Tempest); No. 26, Op. 81a (Les Adieux); Bagatelle for Piano in A minor (Für Elise); Bagatelle for Piano in B-flat major. CD, Connoisseur Society CD-4210, 1997
- Mendelssohn/Robert Schumann/Clara Schumann/Brahms. Such Good Friends; Felix Mendelssohn: Introduction and Rondo capriccioso, Op. 14; Robert Schumann: Eight Fantasy Pieces, Op. 12 (Des Abends, Aufschwung, Warum?, Grillen, In der Nacht, Fabel, Traumes Wirren, Ende vom Lied); Clara Schumann: Romance, Op. 11, No. 1; Johannes Brahms: Intermezzi, Op. 117, Nos. 1, 2 and 3; Klavierstücke, Op. 118, No. 2, Op. 119, No. 1; Fantasie, Op. 116, No. 4. CD, Open Mike M 4022 (oder Sanctuary CD 3001), 1999, aufgenommen 1998
- Brahms. Piano Quartets No. 1, Op. 25; No. 2, Op. 26; No. 3, Op. 60; The Shanghai Quartet und Ruth Laredo (piano). 2 CDs, Arabesque Z6740-2, 2000; aufgenommen im April 1999
- Rorem. Chamber Music, Great Lakes Chamber Music Festival; Day Music: Ruth Laredo (piano), Philip Setzer (violin); War Scenes: Kurt Ollmann (baritone), Ned Rorem (piano); End of Summer: Elm City Ensemble. CD, Newport Classic NPD 85663, 2000; aufgenommen im Juni 1999